# Ananas ananassoides
Ananas ananassoides es una especie del género Ananas originaria de Sudamérica. Su fruto se consume bastante en las zonas de Beni y Santa Cruz en Bolivia.

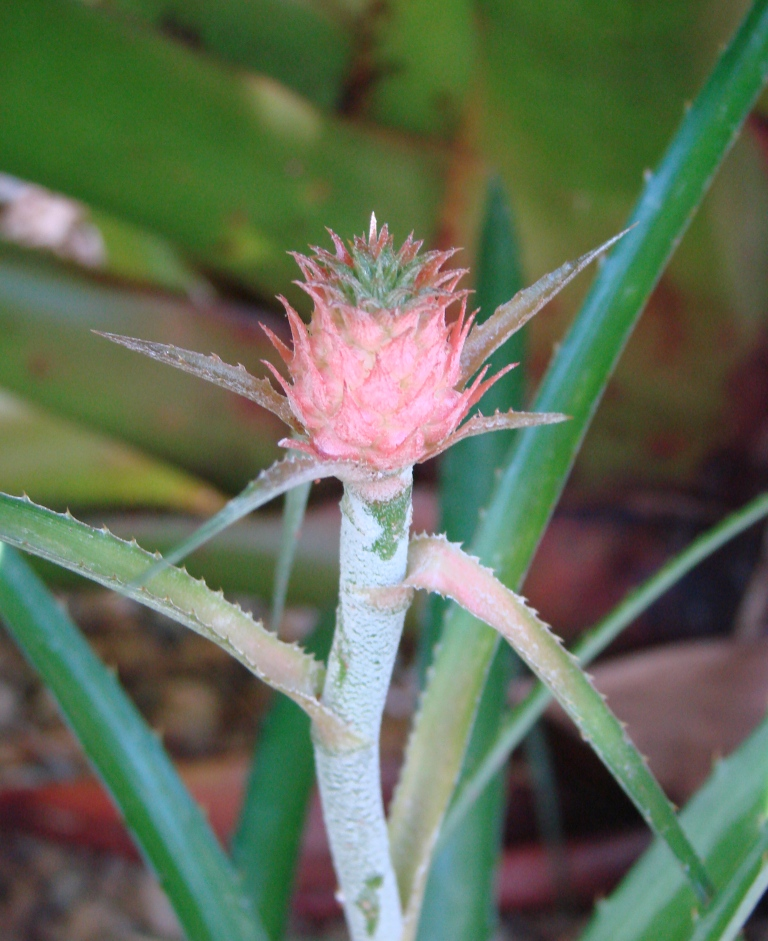

## Descripción
Se trata de una planta terrestre con hojas duras y coriáceas, dispuestas en forma de roseta basal, más delgadas y encintadas que las de la piña, dotadas en sus márgenes de unas espinas duras y afiladas. Florece a los dos años aproximadamente, produciendo una inflorescencia rosada, cilíndrica, de 8 a 12 cm largo, en cuyo extremo se forma un pequeño penacho de hojas del que se va formando el sorosio. La infrutescencia ya formada es una piña muy pequeña y comestible de sabor ligeramente dulce, algo más ácida que la piña corriente, de color amarillo pálido. Una vez la planta florece y fructifica muere, dando lugar a nuevas plantas por medio de la corona del fruto, o hijuelos soldados al tallo central de la planta madre que van echando sus propias raíces.

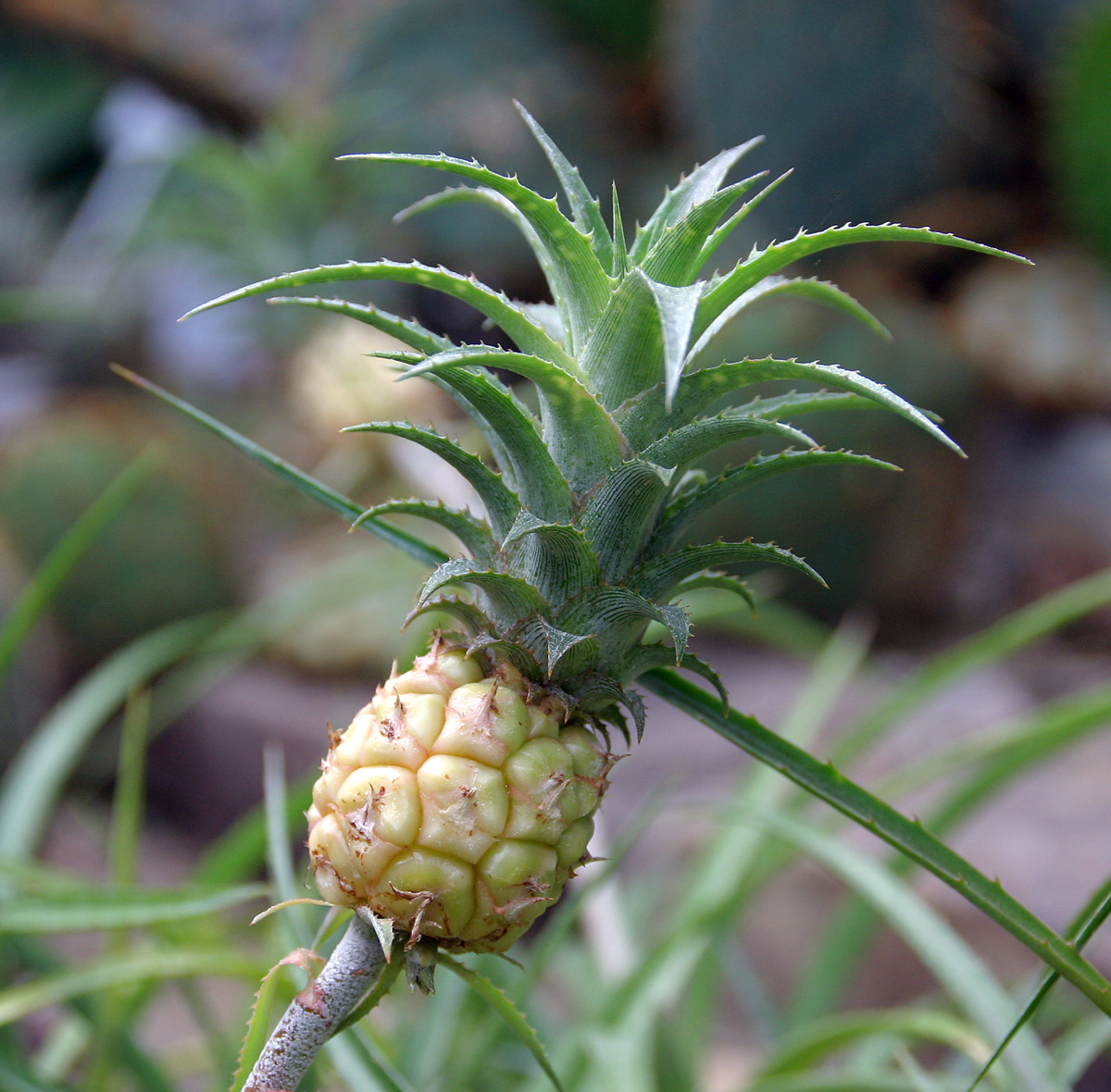
Una piña enana.

## Taxonomía
Ananas ananassoides fue descrita por (Baker) L.B.Sm. y publicado en Botanical Museum Leaflets 7: 70. 1939.
Etimología
El término "piña" se adoptó por su semejanza con el cono de una conífera; la palabra ananá es de origen guaraní, del vocablo naná naná, que significa «perfume de los perfumes». Ananas es una latinización que deriva de la anterior.
ananassoides: epíteto compuesto latino que significa "similar a Ananas". 
Sinonimia
- Acanthostachys ananassoides Baker	basónimo
- Ananas comosus var. ananassoides (Baker) Coppens & F.Leal
- Ananas comosus var. microstachys (Mez) L.B.Sm.
- Ananas guaraniticus Bertoni
- Ananas microstachys Lindm.
- Ananas sativus var. microstachys Mez[4][5]

Cultivares
- xAnagelia 'Norm Kretschmann'
- xAnamea 'Pink Scorpion'

## Distribución y hábitat
Es nativa de Sudamérica. Se encuentra mucho en Brasil, Colombia, Ecuador, Venezuela, Surinam, Paraguay, Perú y Bolivia, e incluso en zonas del Caribe como Costa Rica y Puerto Rico. [...] En La Paz crece en zonas de ladera y áreas planas boscosas. Se da mejor entre 500 y 600 m s. n. m. Aunque, a diferencia de la mayor parte de las bromeleáceas no está diseñada para acumular agua en el centro de su roseta, posee unos pelos higrófilos que le ayudan a captar humedad ambiental, lo cual le permite subsistir cuando crece en zonas secas.